# Наддністрянське
Наддністря́нське (до 1965 — Березово) — село в Україні, у Мурованокуриловецькій селищній громаді Могилів-Подільського району Вінницької області.

## Географія
Село Наддністрянське розташоване в південно-західній частині за 20 км від районного центру. Через село протікає річка Безіменна, ліва притока Дністра. Селом пролягає автошлях Т 0211 Вербовець — Наддністрянське — Новодністровськ. Перед в'їздом в село зі сторони Новодністровська встановлено вказівник вправо до села Галайківці де розташований Галайківський Свято-Преображенський монастир.
Найближча залізнична станція Котюжани за 39 км. 

## Історія
7 (20) листопада 1917 року, відповідно до Третього Універсалу Української Центральної Ради, увійшло до складу Української Народної Республіки.
12 червня 2020 року, відповідно до Розпорядження Кабінету Міністрів України № 707-р «Про визначення адміністративних центрів та затвердження територій територіальних громад Вінницької області», увійшло до складу Мурованокуриловецької селищної громади.
19 липня 2020 року, в результаті адміністративно-територіальної реформи та ліквідації Мурованокуриловецького району, село увійшло до складу новоутвореного Могилів-Подільського району.

## Населення
Населення становить 899 осіб.

### Мова
Розподіл населення за рідною мовою за даними перепису 2001 року:
| Мова       | Відсоток |
| ---------- | -------- |
| українська | 99,11%   |
| російська  | 0,56%    |
| інші       | 0,33%    |

## Уродженці села
Рачкевич Євдокія Яківна (1907—1975) — підполковник, учасниця Другої світової війни, перша жінка Радянського союзу, що закінчила військову академію.

## Пам'ятки
- Наддністрянський — ботанічний заказник місцевого значення.